# Fondali di Taormina - Isola Bella
Fondali di Taormina - Isola Bella este o arie protejată (arie specială de conservare — SAC, sit de importanță comunitară — SCI) din Italia întinsă pe o suprafață de 140 ha, integral marine.

## Localizare
Centrul sitului Fondali di Taormina - Isola Bella este situat la coordonatele 37°50′51″N 15°18′05″E / 37.847596°N 15.301479°E.

## Înființare
Situl Fondali di Taormina - Isola Bella a fost declarat sit de importanță comunitară în septembrie 1995 pentru a proteja 1 specie de animale. Situl a fost protejat și ca arie specială de conservare în februarie 2020.

## Biodiversitate
Situată în ecoregiunea mediteraneană, aria protejată conține 3 habitate naturale: Straturi cu Posidonia (Posidonion oceanicae), Recifuri, Peșteri marine scufundate complet sau parțial.
La baza desemnării sitului se află o specie protejată de  reptile: Caretta caretta
Pe lângă speciile protejate, pe teritoriul sitului au mai fost identificate 5 specii de plante, 2 specii de nevertebrate.